# Geosiatki
Geosiatki – rodzaj płaskich geosyntetyków, o prostopadłym układzie pasm tworzących oczka, umożliwiające współpracę siatki z gruboziarnistym kruszywem kamiennym na zasadzie „zazębienia”. Geosiatki produkowane są najczęściej z polipropylenu, polietylenu, poliestru, włókna szklanego lub poliwinyloalkoholu i mogą mieć postać włókien-pasm przeplatanych (o elastycznych węzłach), zgrzewanych, lub mieć strukturę jednorodnego rusztu powstałego wskutek ekstruzji (wyciskania) odpowiednio wyciętej folii (sztywne węzły – georuszty). Uaktywnienie funkcji wzmacniającej grunt w przypadku geosiatek polega w głównej mierze na wykorzystaniu sił wynikających z zazębienia żeber siatki i kruszywa (siły tarcia stanowią wartość drugorzędną), stąd konieczny jest właściwy dobór uziarnienia gruntu współpracującego w odniesieniu do wielkości oczek siatki. W przypadku konieczności zapewnienia geosyntetycznych funkcji separujących lub hydraulicznych, geosiatki muszą być użyte w połączeniu z geowłókninami, ewentualnie geotkaninami. W przypadku geosiatek używanych do wzmocnienia nawierzchni bitumicznych, muszą one mieć wydłużalności porównywalne z wydłużalnością mieszanek mineralno–asfaltowych, a więc nie przekraczające 3%.

## Geosiatki jednokierunkowe

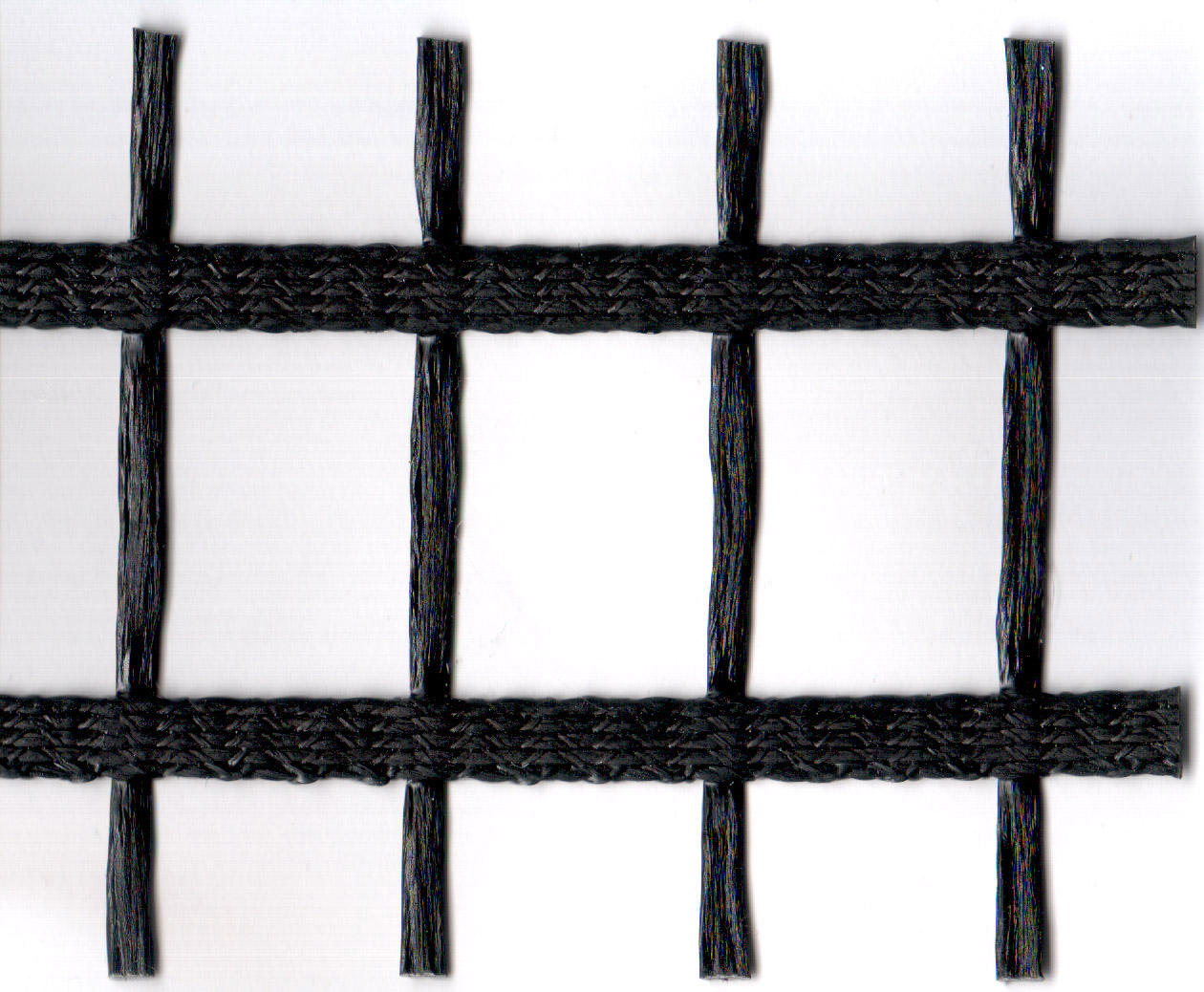
Geosiatka jednokierunkowa GX 80/30

Geosiatki wzmacniające wyróżniają się dużymi wytrzymałościami na rozciąganie w kierunku podłużnym przy niewielkich wydłużeniach, jak również (szczególnie w przypadku geosiatek poliestrowych), dużą wytrzymałością długookresową (ograniczone pełzanie). Stosowane są tam gdzie siły działają w jednym kierunku pn przy zbrojeniu stromych skarp lub nasypów drogowych.
Funkcje:
- wzmocnienie gruntu poprzez zbrojenie

Efekty działania:
- wzmocnienie podłoża gruntowego
- zwiększenie stateczności skarp

Zastosowania:
- budowa z gruntu zbrojonego skarp budowli ziemnych
- stabilizacji osuwisk
- wzmocnienie gruntu gruboziarnistego poprzez zbrojenie

Dobór:
Przy doborze najważniejsze jest zwrócenie uwagi na wytrzymałość materiału oraz wielkości oczek, w powiązaniu z granulacją kruszywa użytego do współpracy z geosiatką.
Rodzaj węzłów (sztywne lub elastyczne) nie ma zasadniczego znaczenia dla pracy układu.

## Geosiatki dwukierunkowe i trójkierunkowe

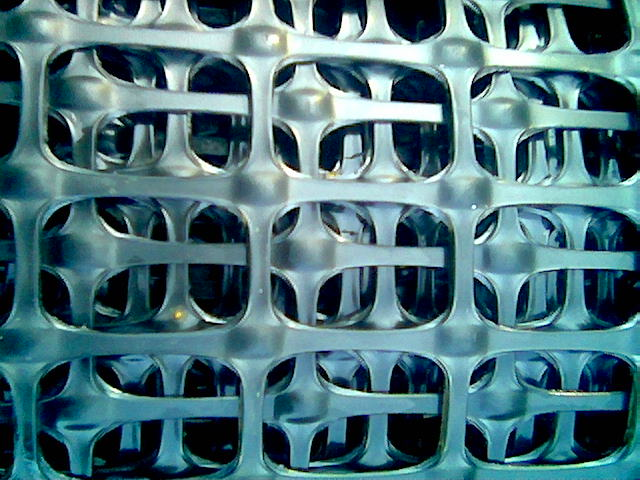
Geosiatka o sztywnych węzłach, dwukierunkowa AG 30/30

Geosiatki wzmacniające wyróżniają się dużymi i w przybliżeniu równymi wytrzymałościami na rozciąganie w kierunku podłużnym i poprzecznym (diagonalnie przy trójkierunkowych) przy niewielkich wydłużeniach, jak również (szczególnie w przypadku geosiatek poliestrowych), dużą wytrzymałością długookresową (ograniczone pełzanie). Stosowane są do zbrojenia konstrukcji dróg oraz placów. 
Funkcje:
- wzmocnienie gruntu poprzez zbrojenie

Efekty działania:
- wzmocnienie podłoża gruntowego

Zastosowania:
- wzmacniania górnych warstw dróg, podtorzy i podłoża kolejowego także tramwajowego (wzmacnianie torowisk)
- stabilizacji podłoża słabonośnego
- wzmocnienie gruntu gruboziarnistego poprzez zbrojenie

Dobór:
Przy doborze najważniejsze jest zwrócenie uwagi na wytrzymałość materiału oraz wielkości oczek, w powiązaniu z granulacją kruszywa użytego do współpracy z geosiatką.
Rodzaj węzłów (sztywne lub elastyczne) nie ma zasadniczego znaczenia dla pracy układu.

## Geosiatki do wzmocnienia nawierzchni bitumicznych
Geosiatki do wzmocnienia nawierzchni bitumicznych wyróżniają się dużymi i w przybliżeniu równymi wytrzymałościami na rozciąganie w kierunku podłużnym i poprzecznym przy wydłużeniach pozwalających na przejęcie sił rozciągających w mieszankach mineralno–asfaltowych (max. 3%). Mogą być produkowane z włókien szklanych, węglowych lub bazaltowych oraz być wstępnie powlekane bitumem.
Funkcje:
- wzmocnienie nawierzchni bitumicznych poprzez zbrojenie

Efekty działania:
- wzmocnienie nawierzchni bitumicznych
- rozproszenie naprężeń występujących pomiędzy warstwami konstrukcyjnym nawierzchni
- zwiększenie żywotności i trwałości nawierzchni bitumicznych

Zastosowania:
- nowo budowane i remontowane warstwy górne jezdni o nawierzchniach z mieszanek mineralno-asfaltowych

Dobór:
Przy doborze najważniejsze jest zwrócenie uwagi na wytrzymałość materiału, oraz jego wydłużalność (max.3%). Wskazane ze względów technologicznych jest stosowanie siatek wstępnie powlekanych bitumem.